# Maschane caesia
Maschane caesia är en fjärilsart som beskrevs av Felder 1874. Maschane caesia ingår i släktet Maschane och familjen tandspinnare. Inga underarter finns listade i Catalogue of Life.